# Arnold Stadler
Arnold Stadler é um romancista alemão. Especializa-se em teologia e literatura alemã.